# Staatliches chinesisches Devisenamt

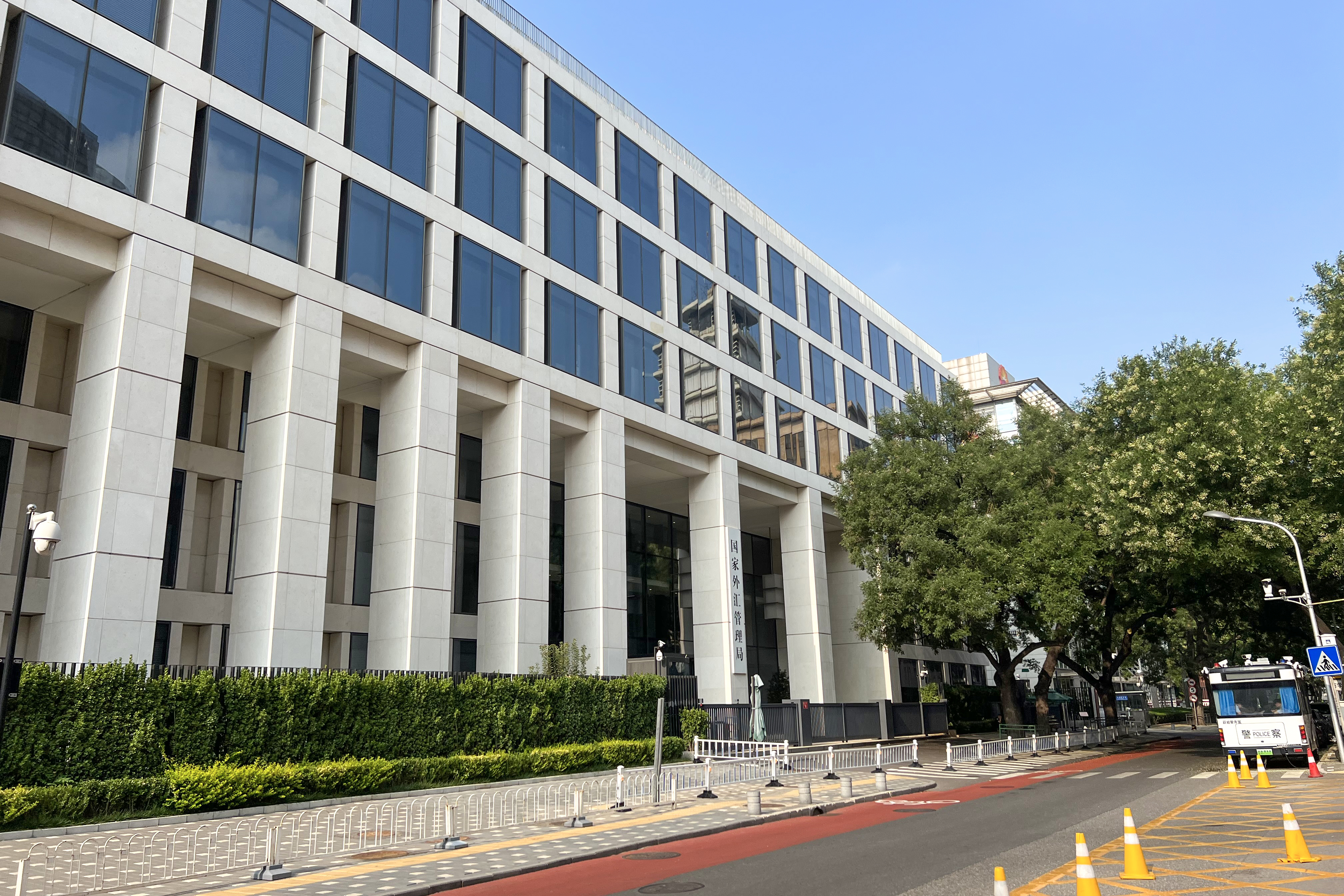
Das Staatliche chinesische Devisenamt

Das Staatliche chinesische Devisenamt, chinesisch 国家外汇管理局, Pinyin Guojia waihui guanli ju, englisch State Administration of Foreign Exchange (SAFE), ist eine Behörde der Volksrepublik China. Sie ist verantwortlich für den Entwurf von Regeln und Bestimmungen für Aktivitäten im Devisenmarkt sowie für die Verwaltung von Währungsreserven der chinesischen Zentralbank, der Chinesischen Volksbank (People's Bank of China). Derzeitige Direktorin ist Pan Gongsheng.

## Organisation
Die Institution besteht nach eigenen Angaben aus einem Hauptbüro, 36 Verwaltungsbüros, 298 Zentralniederlassungen und 508 Niederlassungen. Laut Spiegel befindet sich unter den Ablegern seit 1997 auch eine zunächst geheim gehaltene Safe Investment Company, ein Staatsfonds, der zuständig für Deviseninvestitionen sei.